# Милош Милановић
Милош Милановић (Београд, 5. јул 1981) је био српски клизач у уметничком клизању у категорији појединачних такмичара. Од године 1997. до 2001, био је шампион СРЈ у овом спорту. У сезони 2000/2001, такмичио се на Јуниорском гранд прију, као и на меморијалном такмичењу „Ондреј Непела“. На Европском првенству, два пута је освајао 35. место, док је исто место освојио и на Светском првенству 2002. године. Преминуо је изненада од последица срчаног удара.